# Cantone di Elne
Il Cantone di Elne era una divisione amministrativa dell'arrondissement di Perpignano.
È stato soppresso a seguito della riforma complessiva dei cantoni del 2014, che è entrata in vigore con le elezioni dipartimentali del 2015.
Comprendeva i comuni di:
- Bages
- Corneilla-del-Vercol
- Elne
- Montescot
- Ortaffa
- Théza
- Villeneuve-de-la-Raho